# دریاچه میشیگان
دریاچه میشیگان (به انگلیسی: Lake Michigan) یکی از دریاچه‌های بزرگ واقع در آمریکای شمالی است که در ایالات متحده آمریکا قرار گرفته‌است. به لحاظ مساحت دریاچه میشیگان سومین دریاچه بزرگ از دریاچه های آب شیرین آمریکا می‌باشد و از لجاظ حجم آب دومین دریاچه پر حجم از دریاچه‌های بزرگ می‌باشد. دریاچه میشیگان همچنین تنها دریاچه‌ای از دریاچه‌های بزرگ می‌باشد که بطور کامل در داخل ایالات متحده واقع است. این دریاچه همچنین از نظر مساحت بزرگترین دریاچه جهان می‌باشد که بطور کامل در داخل خاک ایالات متحده قرار دارد مابقی دریاچه‌ها از پنج دریاچه بزرگ بطور مشترک در خاک آمریکا و کانادا واقع می‌باشند.

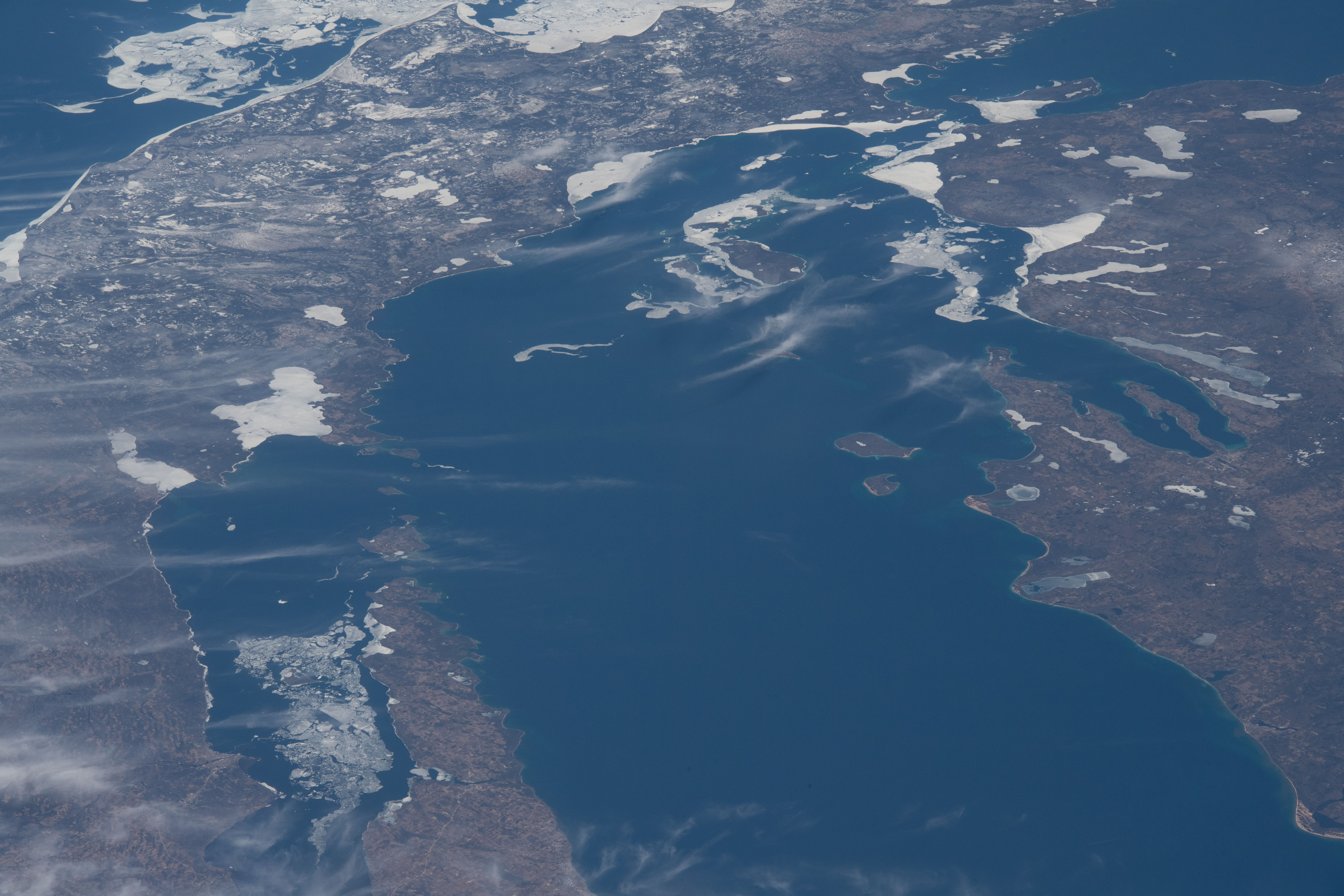
بیشتر جزایر دریاچه میشیگان در قسمت شمالی این دریاچه واقع شده است. عکس در تاریخ ۱۰ آوریل ۲۰۲۲ از ایستگاه فضایی گرفته شده‌است.

## نگارخانه

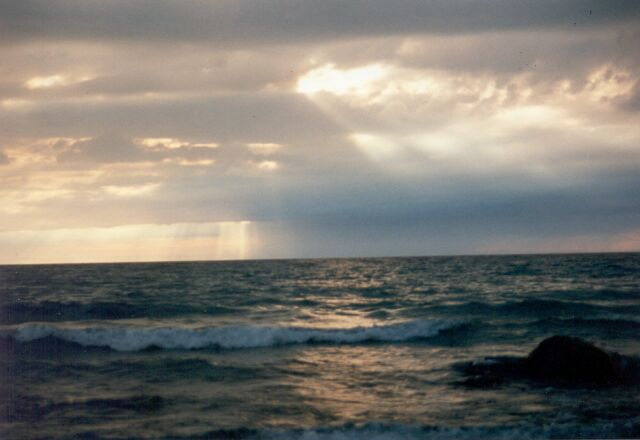
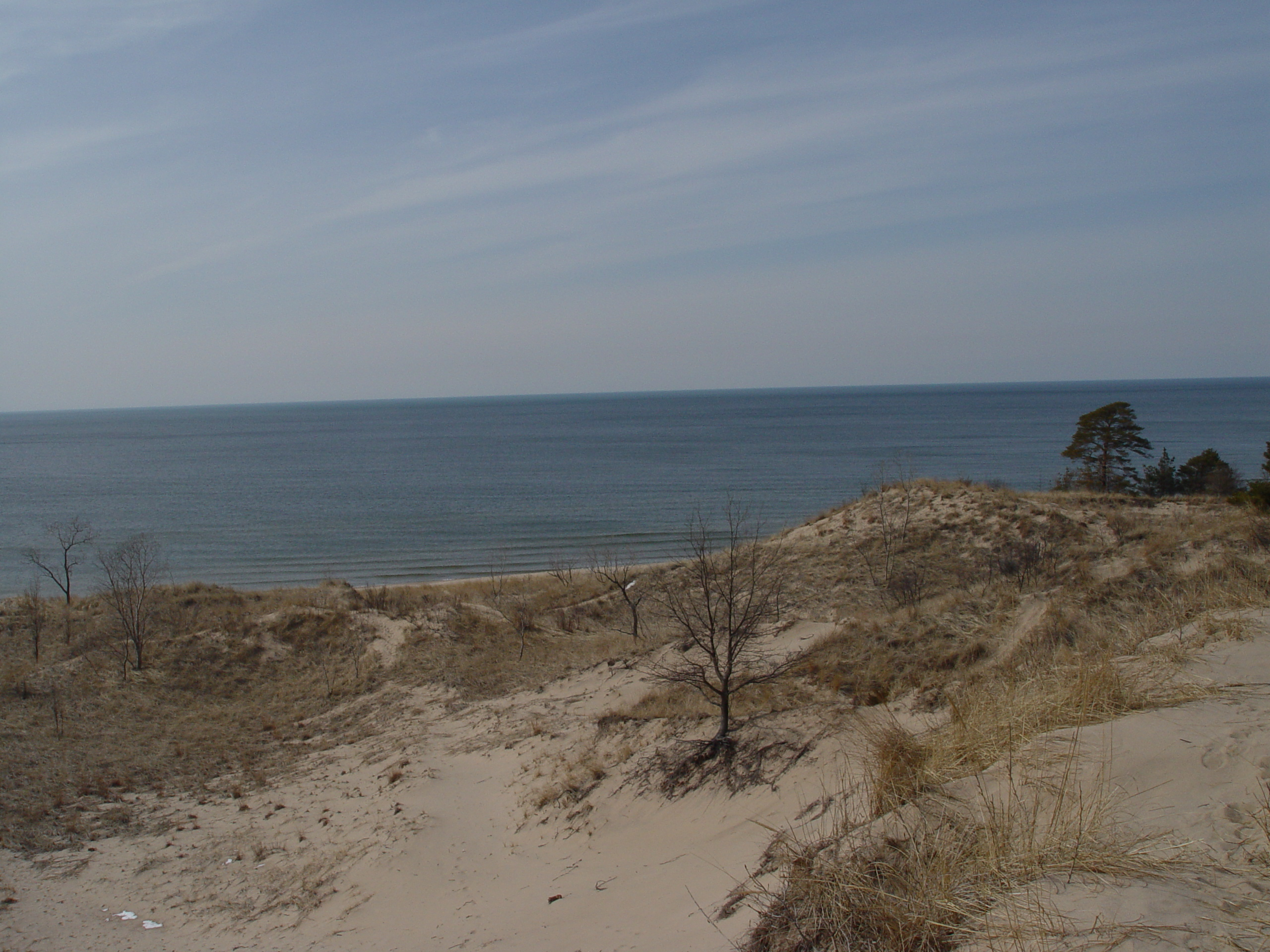
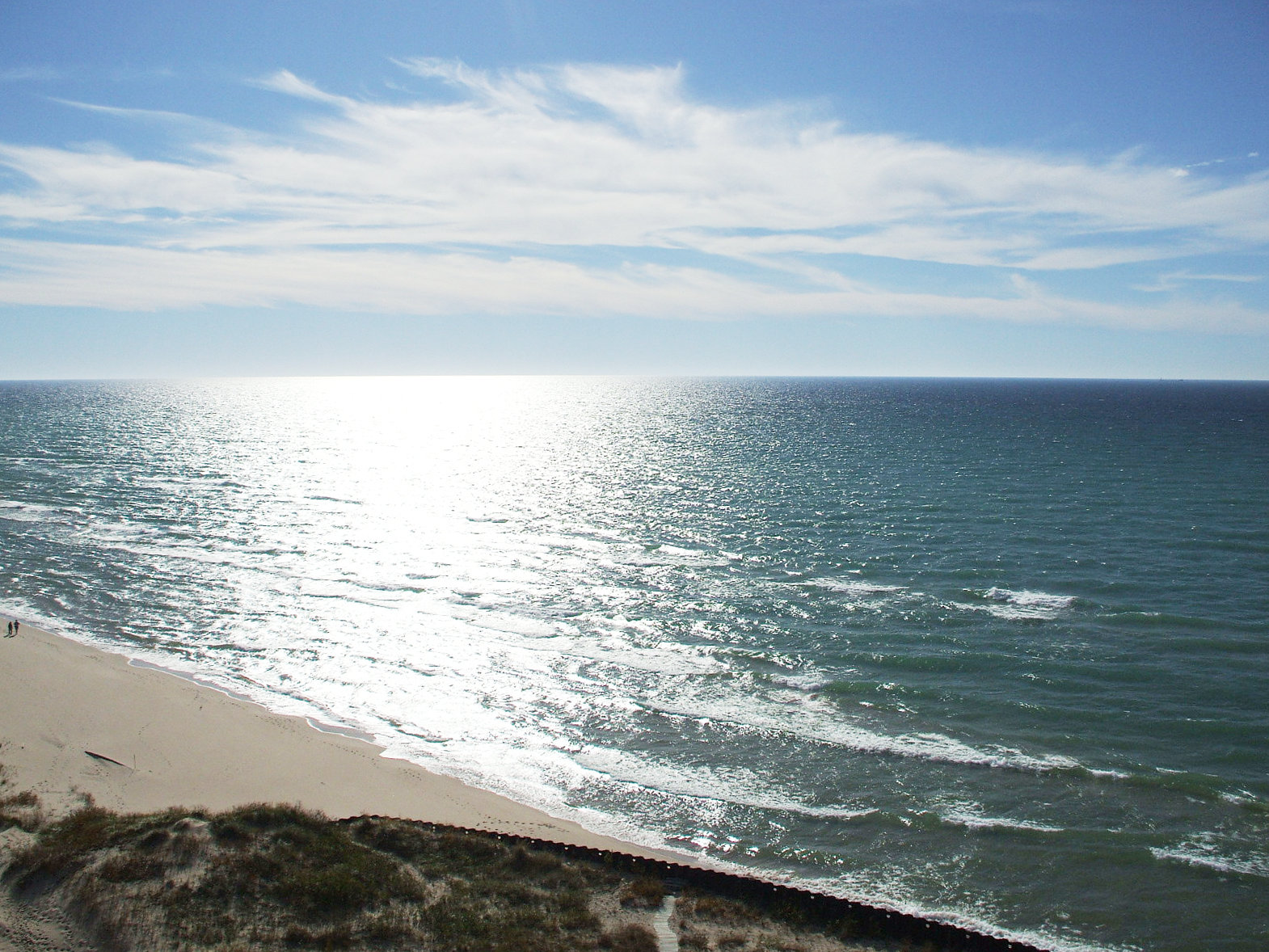
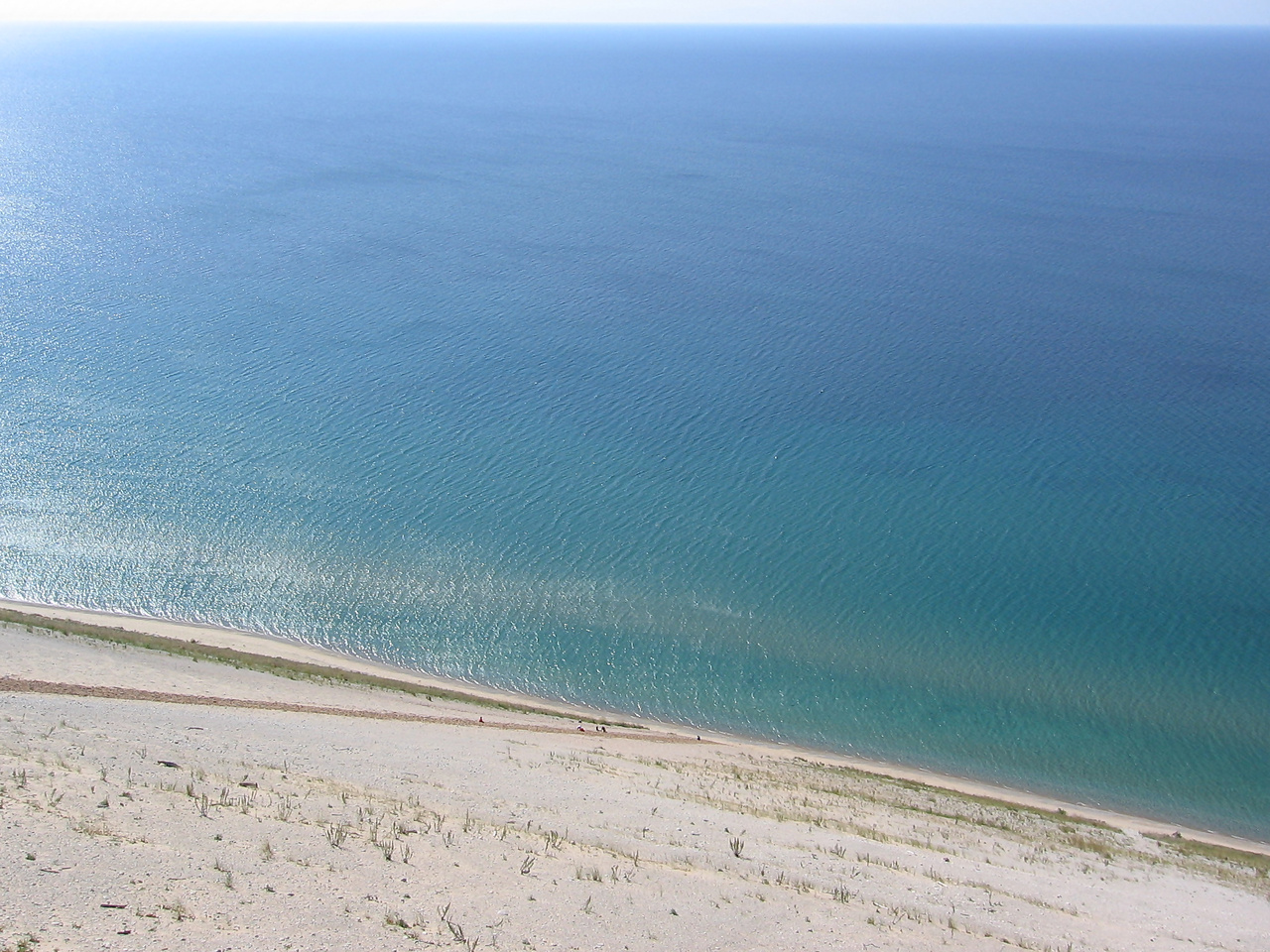
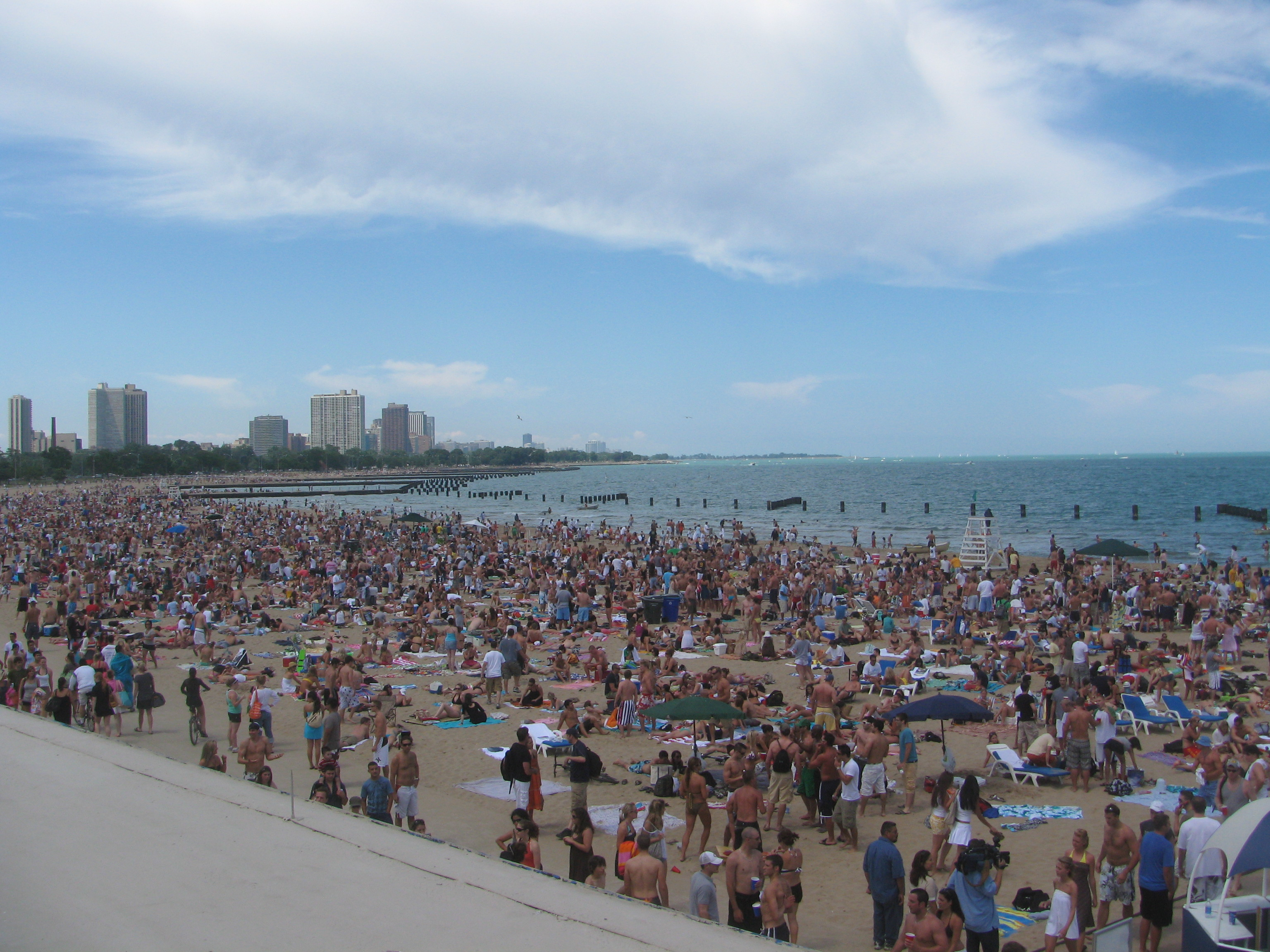
ساحل دریاچه میشیگان در کنار خیابان نورث در شهر شیکاگو
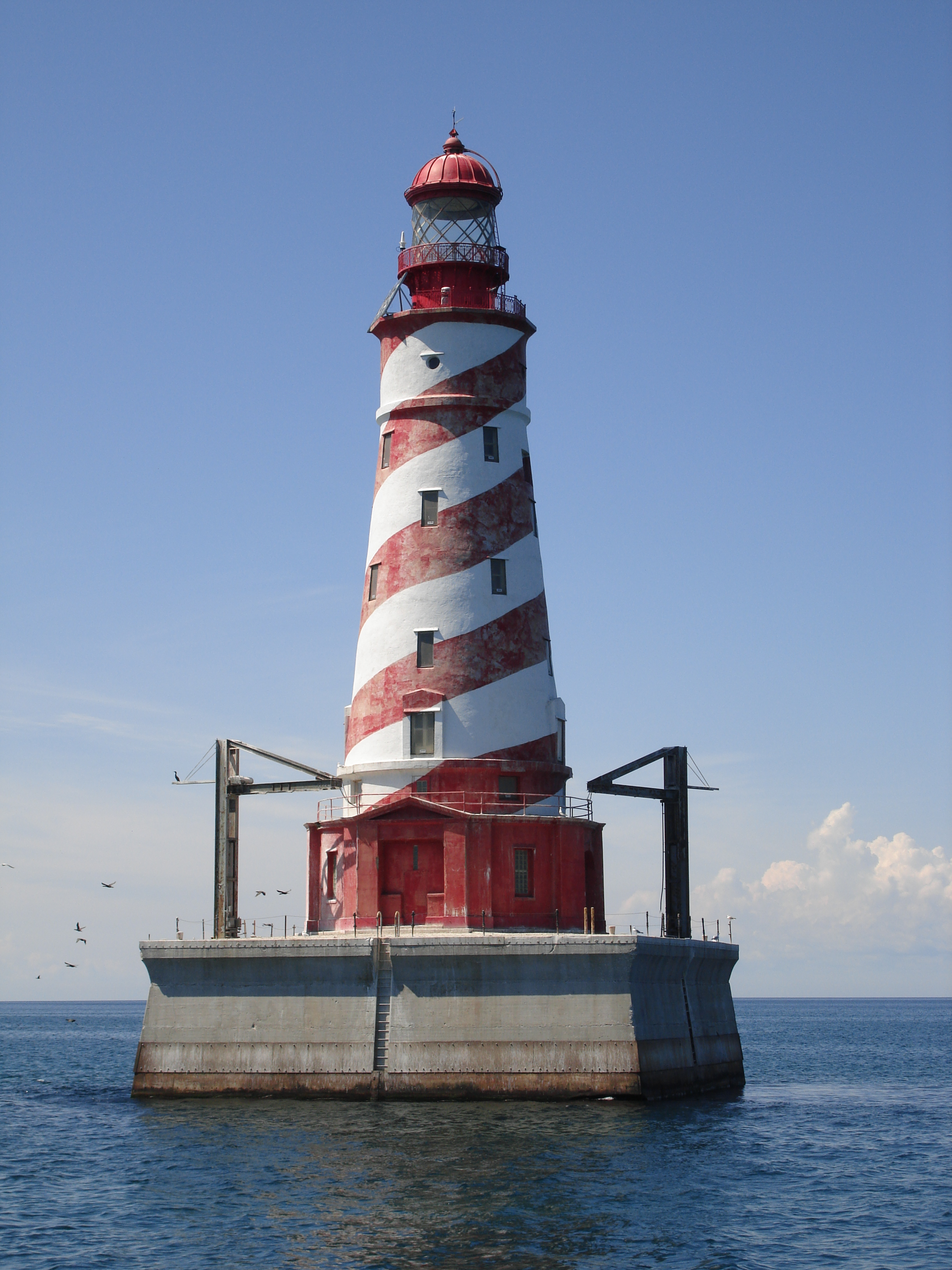